# Вільно-козачий загін (РДК)
Вільно-Козачий Загін (рос. Вольно-Казачий Отряд) — це підрозділ усередині РДК, що складається з добровольців-козаків з Півдня Росії та України. Засноване вихідцями з козачих самостійних молодіжних рухів «Ѣзиковъй Ѣртаул» та «Січова братія».

## Формування
До складу загону, згідно із заявою його учасників, входять «козаки-самостійники та люди, які тяжіють до козачого духу». До цього числа входять як «добровольці як з РФ, так і з України».

## Участь у бойових діях
Бійці Вільно-Козачого Загону брали участь у боях на Авдіївському та Сватівському напрямках під час осіннього етапу українського контрнаступу 2023 року.В Березні 2024 бере участь в рейдах на території Росії

## Цілі та цінності
Згідно із заявою керівництва загону, основними завданнями підрозділу є:
• Допомога Україні в боротьбі з окупантами з РФ;
• Отримання реального бойового досвіду та кваліфікації;
• Об'єднання в одному підрозділі активних прихильників Козачої Ідеї.
Члени загону виступають за «деокупацію і визволення козачих територій від кремлівського режиму», адже це забезпечує «населення Півдня Росії правом на самоврядування і на альтернативний нинішньому шлях розвитку». Крім того, для учасників загону важливим залишається «збереження козачих традицій і військової політичної культури».